# Proyecto Venona
El proyecto Venona fue un programa de contrainteligencia de Estados Unidos iniciado durante la Segunda Guerra Mundial por el Servicio de Inteligencia de Señales del Ejército de Estados Unidos, posteriormente absorbido por la Agencia de Seguridad Nacional (NSA), que funcionó desde el 1 de febrero de 1943 hasta el 1 de octubre de 1980. Su objetivo era descifrar los mensajes transmitidos por las agencias de inteligencia de la Unión Soviética (por ejemplo, el NKVD, el KGB y el GRU). El proyecto se inició cuando la Unión Soviética era aliada de Estados Unidos; el programa continuó durante la Guerra Fría, cuando la Unión Soviética pasó a ser considerada una potencia enemiga.
Durante los treinta y siete años que duró el proyecto Venona, el Servicio de Inteligencia de Señales descifró y tradujo aproximadamente tres mil mensajes. Como resultado del proyecto se descubrió la red de espionaje de los cinco de Cambridge en el Reino Unido y el espionaje soviético del Proyecto Manhattan en Estados Unidos. El proyecto Venona permaneció en secreto durante más de quince años después de su conclusión. Algunos de los mensajes soviéticos descifrados no fueron desclasificados y publicados por Estados Unidos hasta 1995. 

## Antecedentes
Durante los primeros años de la Guerra Fría, el proyecto Venona fue una fuente de información sobre la actividad de servicio de inteligencia soviética que era dirigida a las potencias militares occidentales. Aunque desconocido para el público, e incluso para los presidentes Franklin D. Roosevelt y Harry S. Truman, estos programas fueron de importancia relativa a los acontecimientos cruciales de principios de la Guerra Fría. Esto incluía el caso de espionaje de Ethel y Julius Rosenberg y las deserciones de Donald Maclean y Guy Burgess a la Unión Soviética. 
La mayoría de los mensajes descifrables fueron transmitidos e interceptados entre 1942 y 1945. En algún momento de 1945, la existencia del programa Venona fue revelada a la Unión Soviética por el agente de NKVD y el analista y criptólogo de SIGINT Bill Weisband. Estos mensajes fueron descifrados lenta y gradualmente a comienzos de 1946 y continuó (muchas veces en un bajo nivel de esfuerzo en los últimos años) a lo largo del año 1980, cuando el programa Venona fue terminado, y la cantidad restante de esfuerzo que se había gastado en él se trasladó a proyectos más importantes.
En qué medida los diversos individuos estuvieron involucrados con la inteligencia soviética es un tema de controversia. Mientras que un número de personas académicas e historiadores afirman que la mayoría de los individuos mencionados en Venona eran probablemente clandestinos activos y/o contactos de agentes de inteligencia soviética, otros argumentan que muchas de esas personas probablemente no tenían intenciones maliciosas ni cometieron delitos.

### Comienzo
El proyecto Venona comenzó en 1943, bajo las órdenes del subjefe de Inteligencia Militar de Estados Unidos (G-2), Carter W. Clarke. Clarke no confiaba en Stalin, y temía que la Unión Soviética pudiera firmar un tratado de paz separada con el Tercer Reich, permitiendo a los alemanes dirigir por completo sus esfuerzos militares contra Gran Bretaña y los Estados Unidos.

## Descifrador
Los soviéticos empleaban un sistema de cifrado consistente en plantillas al azar de letras, números, signos ortográficos o espacios vacíos. Luego el mensaje consistía en indicar el número del renglón y el número de casilla dentro del renglón. De esta manera, el mensaje secreto podía ser algo parecido a C5 A4 Z20 l9 B1. Por lo tanto, una determinada letra, número, signo ortográfico o espacio podría estar representada en el mismo mensaje por una docena de signos diferentes. De esta forma, al ser la codificación tan arbitraria y variable, el sistema era casi invulnerable al descifrado mediante análisis estadísticos o cálculos matemáticos.
Las plantillas formaban una libreta de un solo uso, que se entregaba a cada agente. El enlace al que dicho agente enviaba los mensajes disponía de una libreta idéntica, obviamente. Cada plantilla debía ser usada una sola vez antes de cambiarla por la siguiente. De esta forma, la tecnología de la época era completamente incapaz de descifrar los mensajes secretos, sobre todo si los mensajes eran breves. Sin embargo, los soviéticos confiaban demasiado en la fortaleza de su método, de manera que diversos agentes y sus enlaces utilizaban de forma reiterada las mismas páginas de las mismas libretas, redactando mensajes cada vez más extensos empleando un mismo código. Eso permitió que los norteamericanos y británicos lograsen descifrar —en los primeros años del Programa— un gran número de mensajes secretos.

## Evolución
Cuando tras la Segunda Guerra Mundial empezó a perfilarse la Guerra Fría entre los EE. UU. y la URSS, el proyecto Venona cobró mayor importancia, pese a que las redes de inteligencia soviéticas (tanto de la KGB como del GRU) mejoraron sus sistemas de cifrado para evitar filtraciones. No obstante, las agencias de espionaje británicas y estadounidenses continuaron intercambiando datos basados en mensajes interceptados, a los que se atribuyó haber descubierto auténticas redes de espías soviéticos tanto en Gran Bretaña (el caso de los Cinco de Cambridge) como en Estados Unidos (casos de Alger Hiss, Klaus Fuchs, o Julius Rosenberg y su esposa). 
Una especial preocupación en Estados Unidos fue el posible «uso político» de los datos obtenidos mediante VENONA durante la época del macartismo, lo cual movió a jefes de la CIA y del FBI a no revelar esta información a líderes políticos del más alto nivel, por temor a que pudiera usarse para desprestigiar oponentes por razones partidistas. De hecho, cuando el proyecto fue concluido en 1980, su existencia seguía siendo desconocida para muchos altos cargos de la administración de EE. UU. y Gran Bretaña, y se mantuvo en secreto por otros quince años.
Ya en 1995, tras la disolución de la Unión Soviética, el gobierno de EE. UU. —que había realizado la mayor parte de intercepciones y transcripciones— reveló los textos de los mensajes interceptados al retirarlos del conjunto de «información secreta». Estos datos han seguido sujetos al análisis y controversias de historiadores, en tanto la sola transcripción de mensajes no indica que todas las personas mencionadas en los mismos fueran espías al servicio de la URSS (como en el caso Hiss), pero en otros casos los mensajes descifrados confirman sospechas del pasado sobre actividades de espionaje de diversos individuos (como los casos Julius Rosenberg y Fuchs).

## Agentes
Entre los agentes conocidos figuran Vladímir Aleksándrovich Pozner.